# Blague de papa
Une « blague de papa » ou « joke de papa », au Québec (« dad joke » en anglais), est une expression utilisée pour désigner une blague banale, prédictible. Elle prend généralement la forme d'un calembour simple ou à l'humour absurde.
En général inoffensive, la « blague de papa » est traditionnellement racontée par un père à sa famille, soit avec l'intention sincère d'être amusante ou pour créer une réaction comique face à son côté démodé. De nombreuses « blagues de papa » peuvent être considérées comme de l'anti-humour (en), dérivant l'humour d'une punchline intentionnellement pas drôle.
En septembre 2019, la firme Merriam-Webster a ajouté l'expression « dad joke » à son dictionnaire.

## Dans la culture populaire
L'expression est utilisée dans divers médias, notamment dans les vidéos en ligne ou sur les réseaux sociaux. Elle est notamment soulignée dans l'émission australienne Spicks and Specks (en) ainsi que dans la sitcom américaine How I Met Your Mother.